# L'Histoire du chameau qui pleure
 (septembre 2018).
Si vous disposez d'ouvrages ou d'articles de référence ou si vous connaissez des sites web de qualité traitant du thème abordé ici, merci de compléter l'article en donnant les références utiles à sa vérifiabilité et en les liant à la section « Notes et références ».
Pour plus de détails, voir Fiche technique et Distribution.
L'Histoire du chameau qui pleure (mongol cyrillique : Ингэн нулимс, Ingen nulims, littéralement : « Le pleur de la chamelle » ; allemand : Die Geschichte vom weinenden Kamel) est un film documentaire mongolo-allemand réalisé par Byambasuren Davaa et Luigi Falorni et sorti en 2003.

## Synopsis

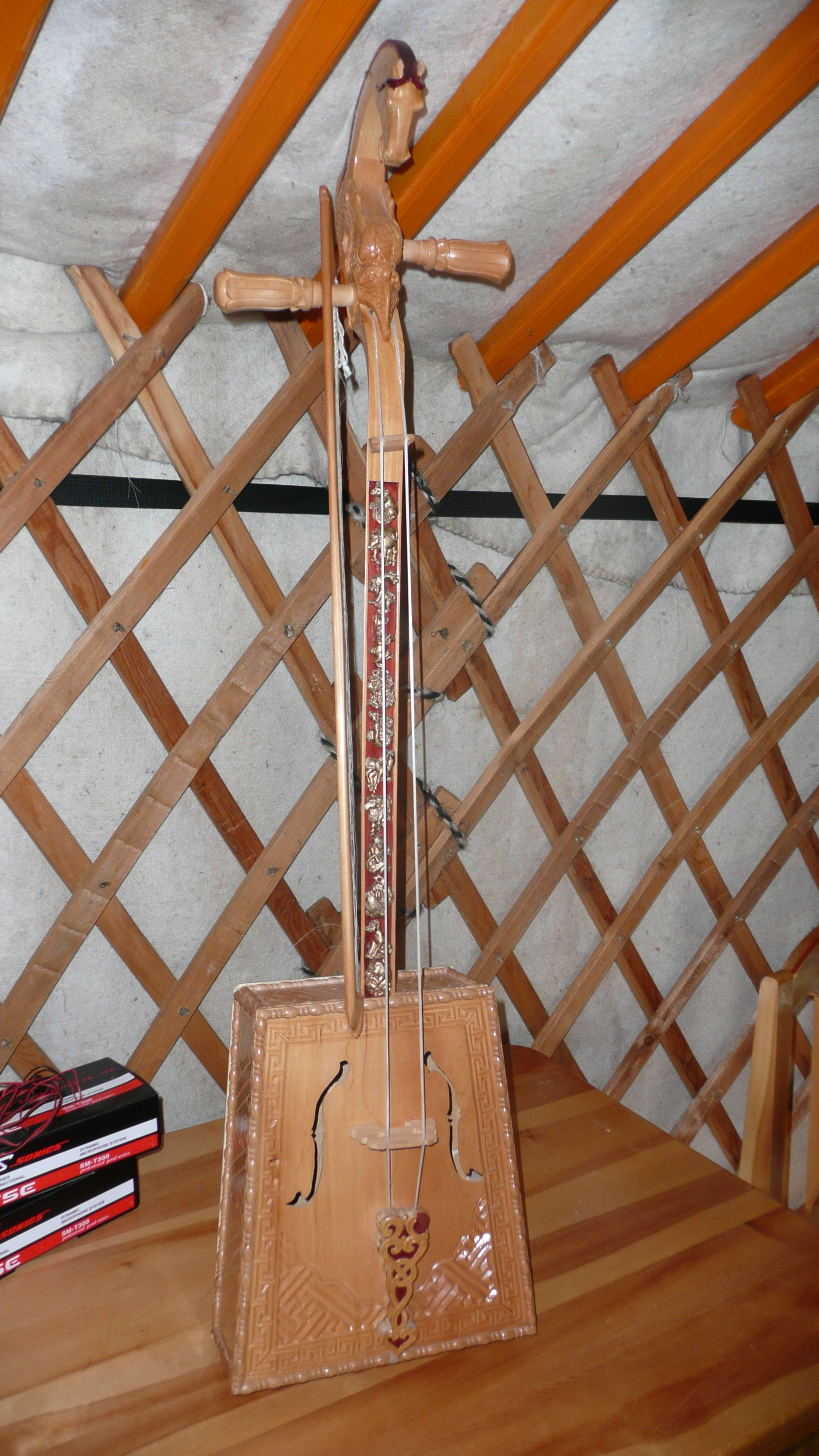
Un violon à tête de cheval dans une yourte

Au printemps dans une famille de nomades mongols du désert de Gobi, une chamelle donne naissance à un petit tout blanc. Mais, sans doute à cause d’une mise-bas difficile, elle le rejette et refuse de le laisser téter. Les deux enfants aînés de la famille sont envoyés à la ville chercher un musicien joueur de vièle à tête de cheval (morin khuur) pour faire renaître les émotions de la chamelle grâce à un rite musical.

## Fiche technique
- Titre : L'Histoire du chameau qui pleure
- Titre mongol : Ingen nulims (« Le pleur de la chamelle »)
- Titre allemand : Die Geschichte vom weinenden Kamel
- Réalisation : Byambasuren Davaa et Luigi Falorni
- Scénario : Byambasuren Davaa et Luigi Falorni
- Pays d'origine :  Allemagne,  Mongolie
- Langue originale : mongol
- Genre : documentaire
- Durée : 87 minutes
- Dates de sortie :
  - Allemagne : 29 juin 2003 (Festival du film de Munich), 8 janvier 2004 (sortie nationale)
  - Suisse : 12 février 2004 (Suisse alémanique)
  - France : 26 juin 2004 (Festival international du film de La Rochelle), 5 juillet 2004 (Rencontres internationales de cinéma à Paris), 6 octobre 2004 (sortie nationale)
  - Belgique : 6 octobre 2004 (Festival international du film de Flandre-Gand), 27 octobre 2004 (sortie nationale)

## Distribution
- Janchiv Ayurzana : Janchiv
- Chimed Ohin : Chimed
- Amgaabazar Gonson : Amgaa
- Zeveljamz Nyam : Zevel
- Ikhbayar Amgaabazar : Ikchee
- Odgerel Ayusch : Odgoo
- Enkhbulgan Ikhbayar : Dude
- Uuganbaatar Ikhbayar : Ugna
- Guntbaatar Ikhbayar : Guntee
- Munkhbayar Lhagvaa : Munkbayar, le professeur de violon
- Ariunjargal Adiya : L'assistant du professeur
- Dogo Roljav : Parent d'Aimak I
- Chuluunzezeg Gur : Parent d'Aimak II

## Production
Les deux coréalisateurs — la Mongole Byambasuren Davaa et l'Italien Luigi Falorni — se sont rencontrés à l'école de cinéma de Munich dans la section documentaire.
Les acteurs du film sont des nomades du désert de Gobi. Ils ont reproduit devant les caméras leurs gestes quotidiens. Ainsi que le raconte Byambasuren Davaa dans une interview disponible sur le DVD du long-métrage, le rite décrit dans le film existe réellement. Elle l'a découvert, petite fille, à travers un documentaire qui lui a été montré à l'école.

## Distinctions
- Nomination pour l'Oscar du meilleur film documentaire en 2005.
- Meilleur film étranger au Festival International du film indépendant de Buenos Aires.
- Prix du public au Festival de Karlovy Vary.
- Prix de la Presse internationale au Festival de San Francisco.